# RAM Café 3 Lounge & Chillout
RAM Café 3 Lounge & Chillout – trzeci z serii albumów wchodzących w skład RAM Café, wydany w 2008 roku.
14 września 2017 album uzyskał status złotej płyty. Wydanie składa się 2 krążków CD i zawiera 31 utworów. Wyboru utworów dokonał Piotr Bartyś.

## CD1
1. Flying Lotus (feat. Jose James) – Visions Of Violet - 2:11
2. Tape Five (feat. Brenda Boykin) – Far Far Away - 4:04
3. Guts – And The Living Is Easy - 5:12
4. Maya Azucena – Junkyard Jewel - 3:43
5. Jehro – Continuando - 3:35
6. Camille – Gospel With No Lord - 3:35
7. Saskia Laroo – Up The Mountain - 4:03
8. Chaka Khan – Lullaby of Birdland - 2:54
9. Paul & Price] (feat. Angela McCluskey) – I Adore You - 6:07
10. Centovalley – Major Lake - 4:52
11. Damumalik – Love All Over - 4:13
12. Nina Vidal – Driving - 3:08
13. Pete Rodriguez – I Like It Like That - 6:31
14. Peret – La Fama No Me Cambiara - 3:50
15. Jasmin Lewi – Una Noche Mas - 4:52
16. Melibea – Lamento - 4:58

## CD 2
1. Thomas Fersen – Au Café De La Paix - 5:45
2. Coralie Clement – Samba De Mon Coeur Qui Bat - 3:52
3. Oren Lawi – Her Morning Elegance - 3:34
4. Donavon Frankenreiter – Too Much Water - 3:28
5. Gabriella Cilmi – Sweet About Me - 3:19
6. Ella Fitzgerald – I Get A Kick Out Of You - 4:07
7. Club des Belugas – What Is Jazz - 5:12
8. Friko – All The Years - 4:42
9. Röyksopp (feat. Karolina Amirian) – In Space - 3:28
10. Gotye – Hearts A Mess - 6:05
11. Science For Girls – You'll Never Know - 5:30
12. The Lounge King (feat. Wize) – Not Just Rap - 5:01
13. Terry Callier – Love Theme from Spartacus - 5:03
14. Trentemøller – Miss You - 4:03
15. Bellman – The Holly River - 6:45